# Championnats du monde de patinage artistique 1956
Navigation
Mondiaux 1955 Mondiaux 1957
Les championnats du monde de patinage artistique 1956 ont lieu du 16 au 19 février 1956 à l'Olympia-Eissport-Zentrum en plein air de Garmisch-Partenkirchen en Allemagne de l'Ouest. 
Pour l'antépénultième fois, les mondiaux sont organisés sur une patinoire en extérieur. Les deux dernières fois auront lieu en 1963 à Cortina d'Ampezzo et en 1966 à Davos.  

## Qualifications
Les patineurs sont éligibles à l'épreuve s'ils représentent une nation membre de l'Union internationale de patinage (International Skating Union en anglais). Les fédérations nationales sélectionnent leurs patineurs en fonction de leurs propres critères.
L'Union internationale de patinage autorise chaque pays à avoir de une à quatre inscriptions par discipline. 

## Podiums
| Épreuves                            | Or                          | Argent                        | Bronze                          |
| ----------------------------------- | --------------------------- | ----------------------------- | ------------------------------- |
| Messieurs résultats détaillés       | Hayes Alan Jenkins          | Ronald Robertson              | David Jenkins                   |
| Dames résultats détaillés           | Carol Heiss                 | Tenley Albright               | Ingrid Wendl                    |
| Couples résultats détaillés         | Sissy Schwarz / Kurt Oppelt | Frances Dafoe / Norris Bowden | Marika Kilius / Franz Ningel    |
| Danse sur glace résultats détaillés | Pamela Weight / Paul Thomas | June Markham / Courtney Jones | Barbara Thompson / Gerard Rigby |

## Tableau des médailles
| Rang  | Nation               | Or | Argent | Bronze | Total |
| ----- | -------------------- | -- | ------ | ------ | ----- |
| 1     | États-Unis           | 2  | 2      | 1      | 5     |
| 2     | Royaume-Uni          | 1  | 1      | 1      | 3     |
| 3     | Autriche             | 1  | 0      | 1      | 2     |
| 4     | Canada               | 0  | 1      | 0      | 1     |
| 5     | Allemagne de l'Ouest | 0  | 0      | 1      | 1     |
| Total | Total                | 4  | 4      | 4      | 12    |

## Détails des compétitions

### Messieurs
| Rang    | Nom                   | Nation               | Places | Points | Fig. impo. | Prog. libre |
| ------- | --------------------- | -------------------- | ------ | ------ | ---------- | ----------- |
| 1       | Hayes Alan Jenkins    | États-Unis           | 10     |        |            |             |
| 2       | Ronald Robertson      | États-Unis           | 17     |        |            |             |
| 3       | David Jenkins         | États-Unis           | 28     |        |            |             |
| 4       | Charles Snelling      | Canada               | 42     |        |            |             |
| 5       | Michael Booker        | Royaume-Uni          | 48     |        |            |             |
| 6       | Karol Divín           | Tchécoslovaquie      | 48     |        |            |             |
| 7       | Alain Calmat          | France               | 65     |        |            |             |
| 8       | Norbert Felsinger     | Autriche             | 71     |        |            |             |
| 9       | Tilo Gutzeit          | Allemagne de l'Ouest | 77     |        |            |             |
| 10      | François Pache        | Suisse               | 91     |        |            |             |
| 11      | Allan Ganter          | Australie            | 109    |        |            |             |
| 12      | Hans-Jürgen Bäumler   | Allemagne de l'Ouest | 111    |        |            |             |
| 13      | Hans Müller           | Suisse               | 113    |        |            |             |
| 14      | Hanno Ströher         | Autriche             | 115    |        |            |             |
| 15      | Darío Villalba        | Espagne              | 137    |        |            |             |
| 16      | Charles Keeble        | Australie            | 142    |        |            |             |
| Abandon | Manfred Schnelldorfer | Allemagne de l'Ouest |        |        |            |             |

### Dames
| Rang | Nom                 | Nation          | Places | Points | Fig. impo. | Prog. libre |
| ---- | ------------------- | --------------- | ------ | ------ | ---------- | ----------- |
| 1    | Carol Heiss         | États-Unis      | 13     |        |            |             |
| 2    | Tenley Albright     | États-Unis      | 14     |        |            |             |
| 3    | Ingrid Wendl        | Autriche        | 33     |        |            |             |
| 4    | Yvonne Sugden       | Royaume-Uni     | 37     |        |            |             |
| 5    | Hanna Eigel         | Autriche        | 49     |        |            |             |
| 6    | Catherine Machado   | États-Unis      | 48     |        |            |             |
| 7    | Hanna Walter        | Autriche        | 71     |        |            |             |
| 8    | Erica Batchelor     | Royaume-Uni     | 72     |        |            |             |
| 9    | Ann Johnston        | Canada          | 72     |        |            |             |
| 10   | Mary Ann Dorsey     | États-Unis      | 97     |        |            |             |
| 11   | Joan Haanappel      | Pays-Bas        | 103    |        |            |             |
| 12   | Diana Clifton-Peach | Royaume-Uni     | 107    |        |            |             |
| 13   | Fiorella Negro      | Italie          | 128    |        |            |             |
| 14   | Emma Giardini       | Italie          | 130    |        |            |             |
| 15   | Jindra Kramperová   | Tchécoslovaquie | 131    |        |            |             |
| 16   | Sjoukje Dijkstra    | Pays-Bas        | 144    |        |            |             |
| 17   | Karin Borner        | Suisse          | 155    |        |            |             |
| 18   | Ilse Musyl          | Autriche        | 161    |        |            |             |
| 19   | Alice Fischer       | Suisse          | 168    |        |            |             |
| 20   | Ina Bauer           | Tchécoslovaquie | 171    |        |            |             |
| 21   | Jana Dočekalová     | Tchécoslovaquie | 175    |        |            |             |

### Couples
| Rang | Nom                             | Nation               | Places | Points |
| ---- | ------------------------------- | -------------------- | ------ | ------ |
| 1    | Sissy Schwarz / Kurt Oppelt     | Autriche             | 14     |        |
| 2    | Frances Dafoe / Norris Bowden   | Canada               | 15     |        |
| 3    | Marika Kilius / Franz Ningel    | Allemagne de l'Ouest | 30     |        |
| 4    | Carole Ormaca / Robin Greiner   | États-Unis           | 34     |        |
| 5    | Barbara Wagner / Robert Paul    | Canada               | 42.5   |        |
| 6    | Lucille Ash / Sully Kothmann    | États-Unis           | 68.5   |        |
| 7    | Joyce Coates / Anthony Holles   | Royaume-Uni          | 70     |        |
| 8    | Liesl Ellend / Konrad Lienert   | Autriche             | 74.5   |        |
| 9    | Carolyn Krau / Rodney Ward      | Royaume-Uni          | 75.5   |        |
| 10   | Eva Neeb / Karl Probst          | Allemagne de l'Ouest | 80.5   |        |
| 11   | Jacqueline Mason / Mervyn Bower | Australie            | 88.5   |        |

### Danse sur glace
| Rang | Nom                                       | Nation               | Places | Points | Danses imposées | Danse libre |
| ---- | ----------------------------------------- | -------------------- | ------ | ------ | --------------- | ----------- |
| 1    | Pamela Weight / Paul Thomas               | Royaume-Uni          | 7      |        |                 |             |
| 2    | June Markham / Courtney Jones             | Royaume-Uni          | 15     |        |                 |             |
| 3    | Barbara Thompson / Gerard Rigby           | Royaume-Uni          | 29     |        |                 |             |
| 4    | Joan Zamboni / Ronland Junso              | États-Unis           | 37     |        |                 |             |
| 5    | Fanny Besson / Jean-Paul Guhel            | États-Unis           | 39     |        |                 |             |
| 6    | Carmel Bodel / Edward Bodel               | États-Unis           | 38     |        |                 |             |
| 7    | Sidney Arnold / Franklin Nelson           | États-Unis           | 47     |        |                 |             |
| 8    | Sigrid Knacke / Günther Koch              | Allemagne de l'Ouest | 49     |        |                 |             |
| 9    | Lindis Johnston / Jeffery Johnston        | Canada               | 74.5   |        |                 |             |
| 10   | Gerda Wohlgemuth / Hannes Burkhardt       | Allemagne de l'Ouest | 82     |        |                 |             |
| 11   | Edith Peikert / Hans Kutschera            | Autriche             | 76.5   |        |                 |             |
| 12   | Bona Giammona / Giancarlo Sioli           | Italie               | 77     |        |                 |             |
| 13   | Lucia Fischer / Rudolf Zorn               | Autriche             | 88     |        |                 |             |
| 14   | Catharina Odink / Jacobus Odink           | Pays-Bas             | 91     |        |                 |             |
| 15   | Adriana Giuggiolini / Germano Ceccattini  | Italie               | 94     |        |                 |             |
| 16   | Rita Paucka / Peter Kwiet                 | Allemagne de l'Ouest | 109    |        |                 |             |
| 17   | Maria Grazia Locatelli / Vinicio Toncelli | Italie               | 117    |        |                 |             |